# Retaliation, Revenge and Get Back
Albums de Daz Dillinger
R.A.W.
(2000)
Retaliation, Revenge and Get Back est le premier album studio de Daz Dillinger, sorti le 31 mars 1998.
L'album s'est classé 2e au Top R&B/Hip-Hop Albums et 8e au Billboard 200.

## Liste des titres
| No  | Titre                                                                                  | Contient un (des) sample(s) de         | Durée |
| --- | -------------------------------------------------------------------------------------- | -------------------------------------- | ----- |
| 1.  | Gang Bangin' Ass Criminal (featuring Kurupt, Soopafly, Tray Deee, Bad Azz et Techniec) |                                        | 6:49  |
| 2.  | It's Going Down (featuring Kurupt et Prince Ital Joe)                                  | Moshitup de Just-Ice featuring KRS-One | 4:46  |
| 3.  | Playa Partners (featuring B-Legit et Bo-Roc)                                           |                                        | 4:45  |
| 4.  | It Might Sound Crazy (featuring Too $hort)                                             |                                        | 5:04  |
| 5.  | Our Daily Bread (featuring Kurupt et Prince Ital Joe)                                  |                                        | 3:50  |
| 6.  | In California (featuring Val Young)                                                    | Beware of My Crew de LBC Crew          | 5:06  |
| 7.  | Initiated (featuring 2Pac, Kurupt et Outlawz)                                          |                                        | 4:53  |
| 8.  | Oh No (featuring Tray Dee et J-Money)                                                  |                                        | 4:51  |
| 9.  | Retaliation, Revenge and Get Back                                                      |                                        | 4:39  |
| 10. | O.G. (featuring Snoop Dogg et Nate Dogg)                                               |                                        | 4:37  |
| 11. | Baby Mama Drama (featuring Big C-Style et Lil' C-Style)                                |                                        | 4:49  |
| 12. | Only For U (featuring Big Pimpin' Delemond et Val Young)                               |                                        | 5:47  |
| 13. | Ridin' High (featuring WC et CJ Mac)                                                   | Riding High de Faze-O                  | 4:43  |
| 14. | The Ultimate Come Up (featuring MC Eiht et Bad Azz)                                    |                                        | 4:42  |
| 15. | Thank God For My Life (featuring Bad Azz, Tray Dee, Soopafly, Big Pimpin' Delemond)    |                                        | 3:07  |
| 16. | Why Do We Bang (Outro)                                                                 |                                        | 2:21  |

| 17. | Pimp City (featuring Soopafly) | 5:10 |